# Каміно (фільм)
«Каміно» (ісп. «Camino») — драма іспанського кінорежисера Хав’єра Фессера.
У себе на батьківщині цей фільм став центром дискусій, захвату та сварок ще у 2008 році. Сюжет заснований на реальних подіях – житті Алексії Гонзалес Баррос, яка померла від важкої хвороби в віці 14 років у 1985 році. Наразі йде процес канонізації дівчинки. Після появи фільму «Каміно», виник конфлікт між творцями стрічки, родиною дитини та організацією «Opus Dei». Та не зважаючи на це, фільм завоював одразу 6 нагород «Гойя», в тому числі за найкращий фільм, найкращий ресижер та найкраща жіноча роль (Карме Еліас).

## Сюжет
Це історія трагедії та боротьби маленької та, водночас, дивовижної дівчинки на ім’я Каміно. Їй на долю випадає тяжке випробування — смертельна хвороба, з якою вона мусить воювати самотужки, борючись із жахіттями і рятуючись у власному яскравому дитячому світі. Ця дівчинка просто не може залишити байдужим нікого, вона захоплює з перших кадрів своїми осяйними палаючими очима, і, підкоривши, вже не відпускає ні на мить. Не зарядитись від неї енергією, ніжністю, непідкупною щирістю і любов’ю неможливо. Тому ця історія не про смерть. Це історія про любов, віру, щирість та дитинство.
Каміна — емоційна, добра дівчинка, яка хоче жити звичайним життям: мріяти, читати казки, проводити час з друзями, носити яскраві речі, грати Попелюшку, кохати… Та все це не вписується в консервативні погляди матері, відданої фанатичної послідовниці релігійного угруповування «Opus Dei», до якого вона належить і, згідно з її законами, контролює кожен крок дитини. Безглуздя, часом божевілля релігії (точніше того, до чого вона може призвести) є квінтесенцією усього фільму, яку автор іноді надзвичайно цинічно, натхненно та справедливо вивертає назовні її огидним, спотвореним боком. Тиранія матері та її божевільна відданість релігії згубила вже маленького сина, старшу дочку, яка зреклася себе і свого життя, жевріючи в одному з релігійних закладів, чоловіка, надзвичайно доброго, люблячого, ніжного, але тихого і безвольного батька, який пручався всім єством материнському божевіллю, та не зміг врятувати своїх дітей. Цей фанатизм вже посягнув і на меншу дочку, Каміну, та вона встигла втекти, змогла залишитися собою, непересічною, яскравою і щирою. Вона, беручи сили в коханні та мріях, втекла в смерть… Та навіть там, на зло всім, Каміна залишилась такою ж щасливою та осяйною. Дивовижна історія про надзвичайну дівчинку, яка вчить всіх нас, таких серйозних, навіжених, злостивих дорослих пустити світло у свої серця, любити життя, мріяти і кохати…

Нереа Камачо в ролі Каміни

ЇЇ така чиста і мила любов ну не могла не викликати посмішки у більшості глядачів. Тому з ще більшим обуренням, з відчуттям протесту та загостреного почуття справедливості спостерігали за дурістю дорослих, які навіть у смерті дівчинки знайшли собі вигоду. Церква зарахувала життя і смерть Каміни на свій рахунок, ще в останні дні її життя готуючи план по популяризації релігії та вислужуванні перед вищими інстанціями — канонізувати дівчинку. Та вони зі своїм прагматизмом нещасні, бо не вміють любити і дивитися на життя так, як вміла 11-річна дівчинка з великими сонячними очима. А вона вміла. І була щасливою. І померла щасливою.
Режисер Хав’єр Фессер зміг втримати напругу протягом усього фільму, перемішуючи, навіть дозуючи емоції. Взагалі цей фільм справляв враження певного колективного катарсису — коли весь зал дружно сміявся, мило посміхався чи гірко плакав…  
Та найдивовижніше у фільмі те, що, незважаючи на весь трагізм і трагедію, після нього залишається відчуття чогось доброго, чуттєвого, ніжного, як запах квітів чи лагідний дотик сонячних променів.

## У фільмі знімалися
- Карме Еліас — Глорія
- Нереа Камачо — Каміно
- Мануела Вельєс — Нурія
- Маріано Венанціо — Хосе
- Лола Касамайор — тітка Маріта
- Ана Грація — Інес
- Пепе Осіо — Дон Мігель Анхель
- Хорді Даудер — Дон Луїс

## Нагороди
- — Премія «Гойя», найкращий фільм
- — Премія «Гойя», найкращий режисер  (Хав’єр Фессер)
- — Премія «Гойя», найкраща жіноча роль  (Карме Эліас)
- — Премія «Гойя», найкращий оригінальний сценарій  (Хав’єр Фессер)
- — Премія «Гойя», найкраща чоловіча роль другого плану  (Хорді Даудер)
- — Премія «Гойя», найкращий дебют  Нереа Камачо
- — Премія Гауді, найкращий європейський фільм
- — Премія Сан Жорді,  найкращий фільм
- — Фестиваль в Сан-Себастяяні, найкращий фільм
- — Премія Турія, найкращий фільм
- — Премія іспанської акторської гільдії, найкращий фільм